# A'ala Hubail
A'ala Hubail (arap.: علاء حبيل ) (Sitra, 25. lipnja 1982.), bahreinski nogometaš i reprezentativac. Igra na poziciji napadača.
Godine 2004. bio je najbolji strijelac Azijskog nogometnog prvenstva, kada je postigao pet pogodaka, isto koliko i Ali Karimi.